# Теракт в поселении Бат-Аин (2009)
Теракт в поселении Бат-Аин (ивр. הפיגוע בישוב בת עין‎) — террористическое нападение, осуществлённое 2 апреля 2009 года в поселении в районе Гуш-Эцион. Вооружённый ножом и топором араб напал на детей, игравших возле местного культурного центра. В результате теракта был убит Шломо Натив (13 лет), а Яир Гамлиель (7 лет) получил ранения головы от лёгких до средней тяжести.
Позднее террорист был арестован израильскими силами безопасности и сознался в содеянном. В ходе допросов он рассказал, что мечтал стать шахидом, для чего решил убить еврея.
Об ответственности за теракт также заявили группировки «Палестинский исламский джихад» и «Батальоны Имада Мугние». Исламистская организация ХАМАС, де-факто правящая в Секторе Газа, объявила теракт «естественной реакцией на оккупацию».
Теракт был осужден премьер-министром Израиля Беньямином Нетаниягу и МИДом Франции.

## Теракт
Террористическое нападение было проведено 2 апреля 2009 года, во время пасхальных каникул. После окончания спектакля для детей в МАТНАСе — культурно-спортивном комплексе поселения Бат-Аин, зрители разошлись, а 13-летний Шломо Натив, 7-летний Яир Гамлиель и ещё один ребенок остались играть поблизости.
В это время в поселение проник палестинский араб Муса Тит (26 лет) из расположенной вблизи арабской деревни Хирбет Сафа. Нож и топор он спрятал заранее возле поселения, а в день теракта достал оружие из тайника. Террорист напал на детей, нанеся смертельные ранения, в том числе, в голову Шломо Нативу, Яир получил ранения в голову от легкого до средней тяжести, третий ребенок успел убежать.
Адам Натив, брат убитого Шломо, видел убегающего террориста сразу после убийства. Он сделал два предупредительных выстрела в воздух, но тот не остановился. Члены группы гражданской обороны поселения также стреляли в террориста, но ему удалось скрыться в направлении Халь-Хуля, одного из пригородов Хеврона.
В тот же день Яир Гамлиель был прооперирован в иерусалимской больнице «Адаса Эйн-Керем». После успешной операции он был переведен в отделение детской реанимации в состоянии средней степени тяжести.
Шломо Натив был похоронен в этот же вечер 2 апреля на кладбище в Кфар-Эционе.
Там же два года назад был похоронен житель поселения Бат-Аин 42-летний Эрез Леванон, отец троих детей, скончавшийся от множественных ножевых ранений в результате теракта 25 февраля 2007 года.

## Исполнитель
26 апреля 2009 года, в канун Дня памяти павших в войнах Израиля и жертв террора, было сообщено, что 14 апреля сотрудники «Службы общей безопасности Израиля» (ШАБАК) арестовали 26-летнего Мусу Тита, подозреваемого в совершении теракта.
Представитель ШАБАКа рассказал в интервью газете «Маарив», что Мусу Тита пытались арестовать представители полиции ПНА «с очевидной целью скрыть его от израильского правосудия». В результате израильские силы безопасности арестовали и террориста, и палестинских полицейских
.
В ходе допросов и следственного эксперимента террорист сознался в содеянном. Он также рассказал, что мечтал стать шахидом, для чего решил убить еврея. Силами безопасности было также обнаружено «завещание террориста, составленное за две недели до преступления» представлены фото / видео материалы, представляющие террориста с этим завещанием в руках
После ареста террориста Адам Натив, брат убитого Шломо, сказал газете «Маарив»:
Задержание террориста не сделает нас более счастливыми, но, по крайней мере, теперь мы знаем, что он никому не угрожает.
Об ответственности за теракт также заявили группировки «Палестинский исламский джихад» и «Батальоны Имада Мугние».

## Реакция на теракт
Теракт был осужден премьер-министром Израиля Беньямином Нетаниягу и МИДом Франции. В заявлении МИДА говорилось:
Франция в ужасе от террористической атаки, в результате которой убит 13-летний израильский ребенок и ранен 7-летний. Факт нападения на детей и обстоятельства совершения теракта вызывают отвращение, и мы выражаем наше крайнее возмущение этим варварским актом.
Исламистская организация ХАМАС, де-факто правящая в Секторе Газа, объявила теракт «естественной реакцией на оккупацию».